# Епархия Икике
Епархия Икике (лат. Dioecesis Iquiquensis) — епархия Римско-Католической церкви. Епархия Икике распространяет свою юрисдикцию на территоторию провинции Икике. Епархия Икике входит в митрополию Антофагасты. Кафедральным собором епархии Икике является церковь Непорочного Зачатия Пресвятой Девы Марии в городе Икике.

## История
В 1880 году Святой Престол учредил апостольский викариат Тарапаки, выделив его из епархии Арекипы.
20 декабря 1929 года Римский папа Пий XI издал буллу Ad gregem Dominicum, которой преобразовал апостольский викариат Тарапаки в епархию Икике. В этот же день епархия Икике передала часть своей территории епархии Арекипы.
17 февраля 1959 года и 21 июля 1965 года епархия Икике передала часть своей территории для возведения новых территориальных прелатур Арики (сегодня — Епархия Сан-Маркос-де-Арики) и Каламы (сегодня — Епархия Сан-Хуан-Баутиста-де-Каламы).

## Ординарии епархии
- епископ Plácido Labarca Olivares (1887 — 26.06.1890) — назначен епископом Консепсьона;
- епископ Daniel Fuenzalida Santelices (25.11.1890 — 1895);
- епископ Guillermo Juan Carter Gallo (12.06.1895 — 30.08.1906);
- епископ Martín Rucker Sotomayor (1906—1910);
- епископ José María Caro Rodríguez (6.05.1911 — 14.12.1925) — назначен епископом Ла-Серены;
- епископ Carlos Labbé Márquez (2.08.1926 — 30.06.1941);
- епископ Pedro Aguilera Narbona (15.12.1941 — 21.11.1966);
- епископ José del Carmen Valle Gallardo (21.11.1966 — 9.07.1984);
- епископ Francisco Javier Prado Aránguiz (9.07.1984 — 28.04.1988);
- епископ Enrique Troncoso Troncoso (15.07.1989 — 28.05.2000) — назначен епископом Мелипильи;
- епископ Juan Barros Madrid (21.11.2000 — 9.10.2004) — назначен ординарием военного ординариата Чили;
- епископ Marco Antonio Órdenes Fernández (23.10.2006 — 9.10.2012);
- вакансия.

## Источник
- Annuario Pontificio, Ватикан, 2007.
- Bolla Ad gregem Dominicum, AAS 23 (1931), стр. 361  (лат.)